# Тростинецкий, Алексей Александрович
Алексей Александрович Тростинецкий (бел.  Аляксей Аляксандравіч Трасцінецкі; род. 2 марта 1986, Минск) — белорусский профессиональный баскетболист, играющий на позиции лёгкого форварда. Четыре раза участвовал в матчах звёзд Беларуси, дважды удостаивался в них звания MVP.

## Карьера
Алексей Тростинецкий — воспитанник минской СДЮШОР №10. Первый тренер — Михаил Аркадьевич Фейман.
Выступал за белорусские баскетбольные клубы из Минска РШВСМ, «Виталюр», «Минск-2006» / «Цмоки-Минск». В 2014 году заключил контракт с российским клубом «Рязань», где отыграл два сезона. В 2016 году вернулся в «Цмоки-Минск».
В сезоне 2020/2021 Алексей Тростинецкий в 15-й раз стал чемпионом Беларуси, обойдя по этому показателю прежнего рекордсмена Владимира Шарко.
В 2023 году перешёл в клуб «Гродно-93».

## Сборная Беларуси
Выступал за юниорскую сборную Беларуси (U-18) в 2003—2004 годах и молодёжную сборную Беларуси (U-20) в 2005—2006 годах. С 2008 по 2022 год — игрок национальной сборной Беларуси.

## Семья
Жена — Ирина. Сын  — Роман (род. 1 октября 2009 г.)

## Достижения
- Чемпион Беларуси (18): 2004/05, 2005/06, 2006/07, 2007/08, 2008/09, 2009/10, 2010/11, 2011/12, 2012/13, 2013/14, 2016/17, 2017/18, 2018/19, 2019/20, 2020/21, 2021/22, 2022/23, 2024/25.
- Серебряный призёр чемпионата Беларуси (1): 2023/24.
- Бронзовый призёр чемпионата Беларуси (1): 2003/04.
- Обладатель Кубка Беларуси (15): 2005, 2006, 2009, 2010, 2011, 2012, 2013, 2016, 2017, 2018, 2019, 2020, 2021, 2022, 2024.
- Финалист Кубка Беларуси (2): 2007, 2023.